# François Dussaud
François Dussaud (1870-1953) fue un inventor suizo, pionero en el desarrollo de la tecnología eléctrica a principios de siglo XX. Recibió su doctorado en ciencias en 1891 por una tesis sobre la refracción de la luz. Fue profesor de física a la École de Mécanique y a la Facuté des Sciences en Ginebra. Sus estudios sobre los perfumes, la gutapercha, la vulcanización, y los baños de oro con aluminio le hicieron merecer la medalla de oro por los servicios rendidos a la industria. De entre sus logros se  destaca su método para la sincronización del sonido y la imagen en movimiento, uno de los precedentes del cine sonoro. Asimismo cuenta con inventos tan fascinantes cómo el microfonógrafo (microphonographe, nombre original en francés), un fonógrafo para sordos y sordomudos, el telescopio Dussaud (téléoscope Dussaud en francés), el primer aparato para realizar videollamadas, o el multífono (multiphone en francés), también enfocado a mejorar la audición a las personas con discapacidades auditivas.

## Inventos

### Microfonógrafo
El microfonógrafo, presentado al público en 1894, es uno de los primeros aparatos alimentado por corriente eléctrica destinado a la grabación y la reproducción de sueños. Se trata de un fonógrafo donde el elemento esencial es su aguja de grabación, conectada a un circuito eléctrico que comprende también una batería y micrófono. El enregistrador funciona gracias a unos electroimanes que activan una membrana metálica portadora del punzón destinado a grabar el relevo a la cera. Bajo el efecto de la voz, la placa del micrófono vibra y modula la corriente eléctrica que, a su vez, excita los electroimanes del enregistrador. La lectura del cilindro de cera se efectúa a través de un auricular telefónico y el volumen de la grabación varía según la intensidad de la corriente, introducido al circuito por un conmutador. El invento se publicitó con el lema "El microfonógrafo Dussaud sirve para amplificar la voz cómo la lupa sirve para ampliar la imagen". La construcción del primero microfonógrafo fue a cargo de Casimir Sivan, mecánico y relojero establecido en Ginebra.

### Telescopio Dussaud
El Telescopio Dussaud es una de las primeras invenciones que permite retransmitir imágenes en movimiento en directo. Otros científicos, como Senlecque o Paiva, aunque motivados por el mismo objetivo, no habían conseguido realizar esta proeza. El invento fue inspirado por el fotófono de Graham Bell. El 17 de noviembre de 1880, Dussaud hizo una conferencia en la Société des ingénieurs civiles de France sobre este invento, recalcando la importancia del selenio para conducir la electricidad.

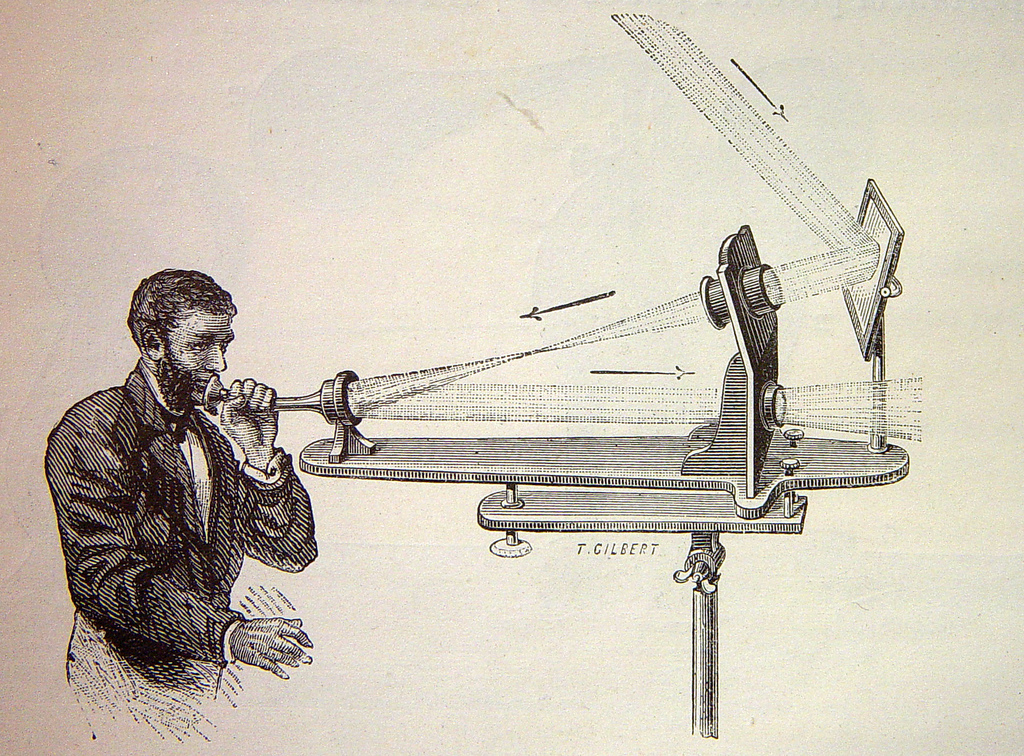
Fotófono emisor

El 18 de abril de 1898, el profesor Jacques-Arsène de Arsonval, docente en el Collège de France en la academia de las ciencias, presenta el resultado concluyente para solucionar los problemas presentes en el invento de Graham, obtenido por Dussaud, y bautizado "telescopio Dussaud".
El objeto en movimiento que se quiere ver, en los experimentos originales una persona, se coloca ante un cuarto oscuro, como la de un aparato fotográfico, y las diversas partes, más o menos luminosas de la imagen llegan a golpear sucesivamente las hojas selenizadas, dentro del cámara oscura, a medida que el obturador se abre y se cierra. El obturador funciona gracias a un mecanismo de relojería como los del telégrafo Hughes. El selenio se opone proporcionalmente a la cantidad de luz que recibe, por lo tanto la corriente eléctrica corresponderá a la cantidad de luz que entre dentro de la cámara oscura e impacte las placas de selenio. Son estas, pues, las que determinan las corrientes que viajarán por el fino hilo de la bobina de inducción. El cable de la bobina viaja hasta el lugar donde se desea proyectar la imagen en movimiento. Las corrientes que atraviesan el cable hacen que vibre al otro extremo, el del receptor, una membrana muy sensible. Esta membrana, actúa sobre una placa opaca provista de líneas transparentes y la mueve ante otra placa fija. Unos espejos las protegen de cualquier perturbación externa. El resultado es un haz de luz paralelo producido por una lámpara de arco eléctrico que, obligado a pasar por las dos placas opacas, queda más o menos disminuido según las corrientes que atraviesan el cableado. El obturador, que se abre y se cierra cada diez fracciones de segundo en la estación de salida, permite que el receptor visualice la imagen proyectada del objeto en movimiento de la estación de entrada.

### Multífono
El multífono es en esencia un aparato destinado a amplificar los sonidos del teléfono o el fonógrafo, para que se puedan sentir desde más lejos, por un grupo mayor de personas o por aquellos con discapacidades auditivas. Es decir, el multífono era un aparato que solo se podía emplear acoplándolo o bien a un teléfono o bien a un fonógrafo. El aparato lo presentó al público Jean-Baptiste Vincent Laborde en la Académie de Médicine. El multífono recoge los sonidos que producen las variaciones del aire generadas por las diferencias de intensidad de corriente sobre la membrana del teléfono o el fonógrafo. Las vibraciones se recogen en una caja de resonancia. La caja de resonancia está perforada, para que por la pequeña apertura pase el sonido hacia el diafragma. En el caso de aplicar el multífono al fonógrafo, la caja de resonancia es adherida sobre el diafragma reproductor del fonógrafo con pegamento Seccotine.

### Cinemicrofonógrafo
El cinemicrofonógrafo (cinémicrophonographe en francés) es uno de los antecedentes del cine sonoro. El invento fue ideado conjuntamente por François Dussaud, François Jaubert y Alfred Berthon, como resultado de imaginar la fusión del cinematógrafo y el microfonógrafo. El encargo lo emitió Eugène Péreire, entonces presidente de la Compañía General Transatlántica (Compagnie Générale Transatlantique). El empresario anunció su incorporación a los transatlánticos de la empresa la Exposición Universal de 1900. La compañía se vanagloriaba de disponer de un sistema de proyección con sincronía sonora en sus barcos, para amenizar los viajes de sus pasajeros. El once de junio de 1898, la Phonorama S. A. es creada para desarrollar el invento que han patentado y tenerlo listo a tiempo. Entre abril y julio de 1899 se llevaron a cabo las primeras proyecciones públicas con el cinemicrofonógrafo, rebautizado como Phonorama según el nombre de la empresa, en la sala Olympia en Parós. El proyector, un cinematógrafo, constaba de un eje que, accionado por un motor eléctrico, controlaba doce microfonògrafs sincrónicos que transmitían el sonido al espectador a través de conos escondidos al respaldo de sus sillas.